# Endecasílabo
El endecasílabo (del griego ἕνδεκα, «once», y συλλαβαί, «sílabas») es un verso de once sílabas de origen italiano que se adoptó en la poesía lírica española durante el primer tercio del siglo XVI, durante el Renacimiento, gracias al poeta toledano Garcilaso de la Vega, quien lo introdujo junto con su amigo Juan Boscán convencido en Granada por el embajador veneciano Andrea Navagiero de que introdujese la métrica italiana en la castellana, tal y como declara Boscán en la carta «A la duquesa de Soma» que precede al segundo libro de Obras de Boscán y algunas de Garcilaso (Barcelona, 1534):

Porque estando un día en Granada con el Navagiero (...) me dijo por qué no probaba en lengua castellana sonetos y otras artes de trovas usadas por los buenos autores de Italia.

La adaptación tuvo éxito y arrinconó, a causa de su ritmo acentual más flexible, el uso del verso de doce sílabas, o dodecasílabo, que hasta ese momento dominaba la expresión en versos de arte mayor para los temas importantes y solemnes. Don Íñigo López de Mendoza, Marqués de Santillana, había intentado introducirlos ya en el siglo XV, pero su intento no había tenido seguidores. Existía, sin embargo, durante el reinado de Juan II de Castilla, un intento de los poetas por descubrir un verso propio de arte mayor que sirviese para tratar temas importantes que exigían un vocabulario más amplio y, por tanto, más palabras polisílabas. El propio Juan de Mena, paladín de la copla de arte mayor en dodecasílabos, utilizó ocasionalmente el puro endecasílabo («otras ningunas no le fazen miedo») en su obra más importante, el Laberinto de Fortuna, aunque en su mayor parte con ritmo de dodecasílabo (cuatro sílabas con acentos fuertes, separadas por dos sílabas átonas), que era menos flexible, pues enrarecía la lengua quitándole naturalidad con dislocaciones acentuales frecuentes:

Es fortaleza pues un grant denuedo / que sufre las prósperas e las molestas; / salva las cosas que son deshonestas / otras ningunas non le fazen miedo; / fuye, desdeña, depártese çedo [...].

Fueron Juan Boscán y Garcilaso los que se dieron cuenta de que el endecasílabo poseía un ritmo principalmente trimembre, tres ejes acentuales, pero solo ocasionalmente cuatro, de los cuales el primer eje acentual era libre.

## Ritmos y acentos
La tradición ha fijado una serie de versos endecasílabos posibles basándose en dos ritmos principales: endecasílabos propios o a maiore y endecasílabos impropios o a minore, en función de su acento rítmico. Todo endecasílabo tiene, por definición, su acento final en décima, pero el acento rítmico (es decir, el principal para marcar el ritmo del poema) puede estar en sexta (propio) o en cuarta u octava (impropio). La única sílaba que nunca podrá ir acentuada es la novena, pues constituiría un acento antiestrófico, pero será muy difícil encontrar un endecasílabo acentuado en quinta, ya que en la mayoría de los casos sería antirrítmico; este acento en quinta ha sido muy penalizado por la tradición literaria. Existen un total de veintiocho tipos de endecasílabos tradicionales posibles.

### Propios
Dentro de los endecasílabos propios encontramos, en función del acento, tres tipos principalmente:
- Enfático: acentuado en primera y sexta, sin ninguna sílaba tónica entre ambas.
- Heroico: acentuado en segunda y sexta.
- Melódico: acentuado en tercera y sexta.

### Impropios
En los endecasílabos impropios se identifican esencialmente el caso sáfico y el dactílico:
- Sáfico: acentuado en las sílabas cuarta y octava, equidistantes de la central (sexta sílaba).
- Dactílico: acentuado en las sílabas cuarta y séptima. A falta de la séptima sílaba, es posible denominarlo endecasílabo provenzal.

### Casos especiales
- Mixto: con acentos en cuarta y sexta sílabas (ni es a maiore, ni es a minore, ya que posee sendos acentos rítmicos). No es infrecuente.
- Yámbico: todas las sílabas pares acentuadas.
- De gaita gallega: dactílico con acento opcional en primera ([1.ª], 4.ª, 7.ª y 10.ª).
- Galaico antiguo: solo acentuado en quinta.
- Italiano puro: solo acentuado en séptima.
- Vacío: endecasílabo propio sin ninguna sílaba acentuada anterior al acento rítmico.

## Equivalentes en otros idiomas
El verso preponderante en el teatro isabelino fue llamado por los ingleses pentámetro yámbico, de diez sílabas, que se corresponde rítmicamente con un endecasílabo castellano, pero con ritmo acentual binario átona / tónica. 
Lo mismo sucede en una lengua oxitónica como el francés, donde el equivalente a nuestro endecasílabo constará en la inmensa mayoría de los casos de diez sílabas. Por la misma razón, el verso alejandrino francés usado en su teatro clásico consta de doce sílabas y el castellano de catorce: en ambos casos, lo esencial es que en cada uno de los hemistiquios el último acento caiga en la sexta sílaba.

## Estrofas
La métrica castellana presenta las siguientes composiciones con endecasílabos: octava real, soneto, tercetos encadenados, lira (combinada con heptasílabos), canción en estancias (combinada con heptasílabos en estrofa larga de rimas fijas); silva (con heptasílabos también, pero sin formar estrofas) y composiciones en endecasílabo suelto o blanco, entre las más usadas.
- Datos: Q937691
- Citas célebres: Endecasílabos